# Haplocoelum foliolosum
Haplocoelum foliolosum là một loài thực vật có hoa trong họ Bồ hòn. Loài này được (Hiern) Bullock mô tả khoa học đầu tiên năm 1931.